# 我孫子市立我孫子第四小学校
我孫子市立我孫子第四小学校（あびこしりつ あびこだいよんしょうがっこう）は、千葉県我孫子市白山三丁目にある公立小学校。
通称は「四小」（よんしょう）。JR我孫子駅より徒歩10分。

## 概要
学校のモットーは「自治と純情」。閑静な住宅街に位置しており、周辺環境は良い。近くにJR常磐線の線路があるが、騒音や振動は学習の妨げにならない程度である。正門の昇降口前にはソテツが植えられてる。学区の関係で、公立中学校進学者の四小卒業生はほぼ我孫子市立白山中学校へ進学する。

## 学校設備
- 第一校舎（4階建て）
5年生 - 6年生の教室、職員室、図書室、第一音楽室、第二音楽室、図工室、家庭科室、イングリッシュルーム、第一理科室、第二理科室、特別支援学級（なかよし）
- 第二校舎（3階建て)尚2025年建て替え予定*:

```
1年生 - 4年生の教室、低学年図書室、多目的室、特別支援学級（わかば）
```

- 体育館
- プール
- 校庭
- 裏庭
- 飼育小屋

第一校舎、第二校舎含め、ほぼすべての教室にエアコンが設置されている。

## 特徴
- 第一校舎と第二校舎をつなぐ通路はドームと呼ばれる。雨の際、ドーム1階の一部が水没することがある。
- ドームのほぼ中央付近に三旗（国旗、市旗、学校旗）がある。
- 校庭は我孫子市内で最も狭い。
- 校庭に、登り棒、うんてい、鉄棒等がある。
- 裏庭に、滑り台、ブランコ等の遊具や、ウサギの飼育小屋がある。
- かつて、毎朝国旗掲揚があり、その間国旗の方向にむかって直立不動の姿勢をとらなければならなかった。

## 部活動
- 陸上部
- 合唱部
- 吹奏楽部

## 委員会
- 計画委員会
- 放送委員会
- 図書委員会
- 体育委員会
- 生活委員会
- 園芸委員会
- 保健委員会
- 給食委員会
- 整美委員会
- 歌声委員会

## クラブ活動
- 昆虫・生物クラブ
- 一輪車クラブ
- 伝統芸能クラブ
- パソコンクラブ
- 工作クラブ
- なわとびクラブ
- オセロ・将棋クラブ
- 鉄道クラブ
- 手芸クラブ
- ドミノ・すごろくクラブ
- イラストデザインクラブ
- バドミントンクラブ
- 英語クラブ
- 卓球クラブ
- バトン＆ダンスクラブ
- 調理クラブ

鉄道クラブは、「鉄道・乗り物クラブ」という名前だった時期がある。
かつて、書道クラブがあった。

## 学校行事
- 1年生を迎える会
- 林間学校
- 修学旅行
- 運動会
- PTAバザー
- 持久走大会
- 縄跳大会
- さわやかコンサート
- 6年生を送る会

さわやかコンサートは「さわコン」、6年生を送る会は「6送会」と略されている。